# Коптево (Московская область)
Коптево — деревня в Серпуховском районе Московской области. Входит в состав Липицкого сельского поселения (до 29 ноября 2006 года входила в состав Балковского сельского округа).

## Усадьба Коптево
Усадьба воеводы Леонтия Афиногеновича Шишкина известна с конца XVII века и принадлежала его роду до середины XIX века. Затем перешло генералу А.К. Типольту. В начале XX века - крестьянину Е. Уликову. Сохранились стометровая липовая аллея конца XVIII века и остатки парка с прудом.

## Население
| 2002 | 2006 | 2010 |
| ---- | ---- | ---- |
| 7    | ↘2   | ↘0   |

## География
Коптево расположено примерно в 26 км (по шоссе) на юго-восток от Серпухова, у истока реки Коровенки (правый приток Оки), высота центра деревни над уровнем моря — 219 м.

## Современное состояние
На 2016 год в деревне зарегистрировано 5 садовых товариществ. Коптево связано автобусным сообщением с райцентром и соседними населёнными пунктами.